# Baskerville (Schriftart)

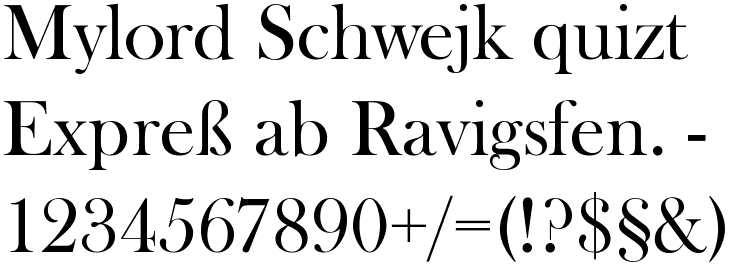
Neuschnitt der Baskerville Old Face aus der Linotype Collection

Die Baskerville ist eine Schriftart, die als Übergangs-Antiqua des Barocks 1754 entstand.

## Merkmale
Der Begriff der Übergangs-Antiqua beschreibt die Stellung der Barock-Schriften als Übergang zwischen den Renaissance-Antiquen und den klassizistischen Schriftschnitten. Die von John Baskerville (1706–1775) in Birmingham entwickelte Schrift galt als technischer Meilenstein und als wichtige Referenz für die späteren Klassizisten. Trotzdem zog man damals aus ästhetischen Gründen oftmals die Caslon vor, die auch als die englische Antiqua par excellence gilt. Schon zu Bleisatzzeiten gab es zahlreiche Versionen der Baskerville.

Modifizierte Baskerville in der Wort-Bild-Marke der Regierung Kanadas

Die Schrift Baskerville zeichnet sich durch starke Strichkontraste, aufrechte Schattenachsen und horizontal betonte Serifen aus.